# 科睿唯安
科睿唯安（英語：Clarivate Analytics，原汤森路透知识产权与科技事业部）是一家独立的公司，拥有并经营着一批以订阅为基础的商业服务，主要为全球客户提供科学和学术研究、专利分析和监管标准、制药和生物技术情报、商标保护、品牌保护和知识产权管理等服务。
科睿唯安在全世界100多个国家和地区拥有超过4000名员工。科睿唯安前身汤森路透知识产权与科技事业部拥有超过60年的专业服务经验，其旗下拥有众多业界知名品牌，如Web of Science平台（包含科学引文索引，即Science Citation Index，简称SCI）、InCites平台、EndNote、Cortellis、德温特世界专利索引（Derwent World Patents Index，简称DWPI）、Thomson Innovation平台、Techstreet国际标准数据库等。2016年10月Onex公司（Onex Corporation）与霸菱亚洲投资基金（Baring Private Equity Asia）完成了对汤森路透知识产权与科技业务的收购。